# Laura Brent

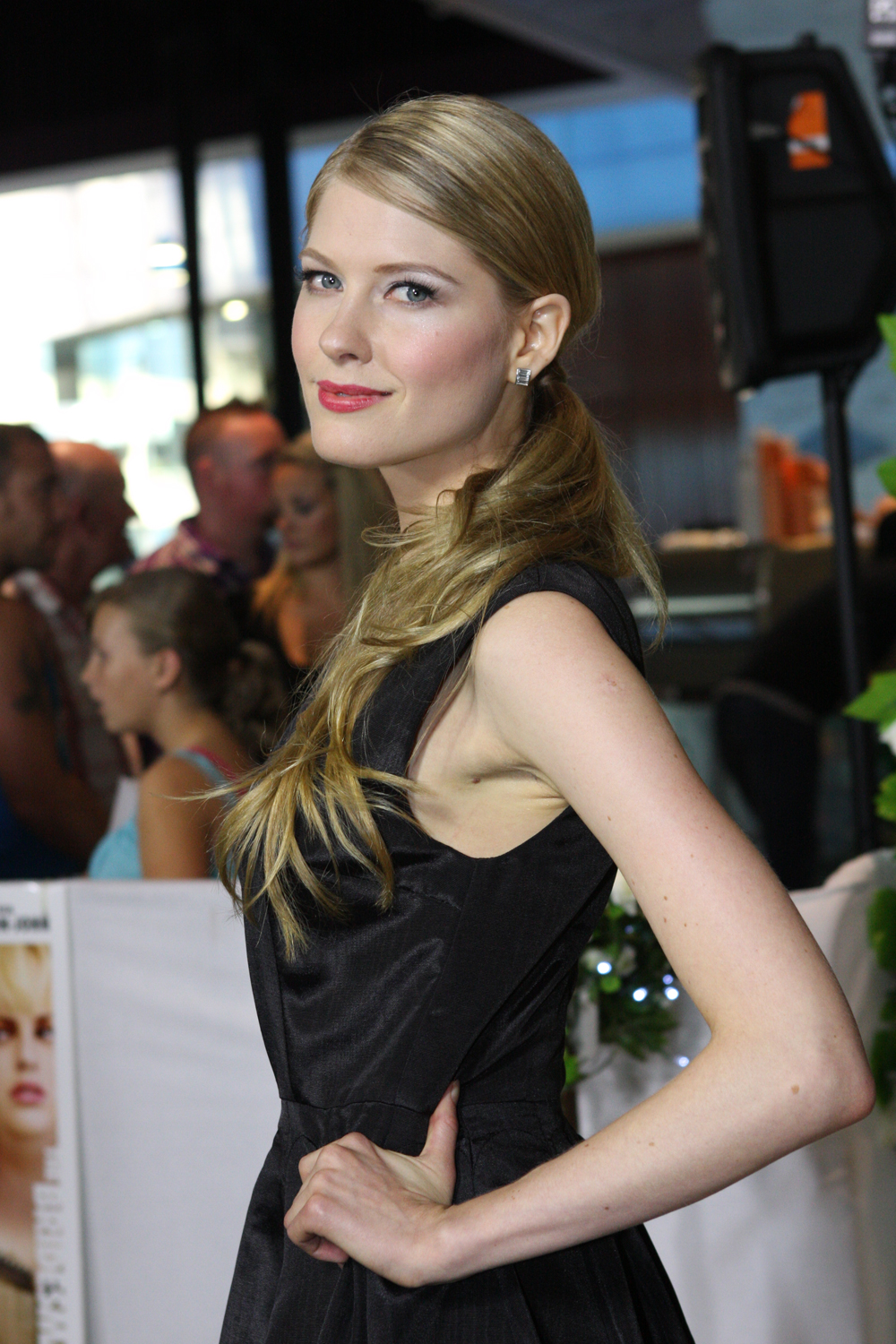
Laura Brent (2012)

Laura Brent (* 2. Mai 1988 in Melbourne, Victoria) ist eine australische Schauspielerin.

## Leben
Laura Brent erhielt ihre Schauspielausbildung am National Institute of Dramatic Art (NIDA), die sie 2007 als Bachelor abschloss. Ein Psychologiestudium an der Monash University schloss sie mit Diplom ab. Am Theater war sie unter anderem in Hamlet und Tartuffe sowie mit der Griffin Theatre Company in Dealing with Clair und Distance from Here zu erleben.
Ihr Film- und Fernsehdebüt gab sie 2009 mit der Serie Chandon Pictures als Sarah und dem Kurzfilm Message from the CEO. Im Folgejahr war sie in Legend of the Seeker – Das Schwert der Wahrheit in drei Episoden als Dahlia zu sehen. 2010 verkörperte sie im Film Die Reise auf der Morgenröte der Reihe Die Chroniken von Narnia die Rolle der Liliandil. In Die Trauzeugen spielte sie 2011 neben Olivia Newton-John als ihre Filmmutter und Rebel Wilson als ihre Filmschwester die Rolle der Braut Mia Ramme. 2018 verkörperte sie in Winchester – Das Haus der Verdammten mit Helen Mirren die Rolle der Ruby Price. 2021 war sie in Mortal Kombat basierend auf dem gleichnamigen Computerspiel als Allison Young zu sehen.
In den deutschsprachigen Fassungen wurde sie unter anderem von Maren Rainer in Legend of the Seeker – Das Schwert der Wahrheit und Die Trauzeugen, von Tatjana Pokorny in Die Chroniken von Narnia – Die Reise auf der Morgenröte, von Sandrine Mittelstädt in Winchester – Das Haus der Verdammten sowie von Janin Stenzel in Mortal Kombat synchronisiert.

## Filmografie (Auswahl)
- 2009: Chandon Pictures (Fernsehserie, vier Episoden)
- 2009: Message from the CEO (Kurzfilm)
- 2010: Legend of the Seeker – Das Schwert der Wahrheit (Legend of the Seeker, Fernsehserie, drei Episoden)
- 2010: Rescue Special Ops – Off the Rails (Fernsehserie)
- 2010: Die Chroniken von Narnia: Die Reise auf der Morgenröte (The Chronicles of Narnia: The Voyage of the Dawn Treader)
- 2010: An Excerpt from South Solitary (Kurzfilm)
- 2011: Snobs (Fernsehfilm)
- 2011: Burning Man
- 2011: Wild Boys (Fernsehserie, zwei Episoden)
- 2011: Die Trauzeugen (A Few Best Men)
- 2012: Sex ist (k)ein Kinderspiel (Not Suitable for Children)
- 2013: Anima (Kurzfilm)
- 2014: Never Tear Us Apart: The Untold Story of INXS (TV Mini Series)
- 2014: Healing
- 2014: Anzac Girls (Fernsehserie, sechs Episoden)
- 2015: The Paper Kites: Electric Indigo (Kurzfilm)
- 2016: Secret City (Fernsehserie, fünf Episoden)
- 2016: Transylvania (Fernsehfilm)
- 2018: Winchester – Das Haus der Verdammten (Winchester)
- 2018: Della Mortika (Kurzfilm)
- 2019: Upright – Tag 4 (Fernsehserie)
- 2021: Mortal Kombat